# Tepito
Tepito är en stadsdel i Cuauhtémocdistriktet i Mexico City. Stadsdelen är främst känd för en stor tianguis (marknad) som funnits sedan innan den spanska erövringen på 1500-talet.
I Tepito finns också bland annat den klassiska boxning och fribrottningsarenan Arena Coliseo.